# Cesare Giardini
Cesare Giardini (Bologna, 1893 – Milano, 18 settembre 1970) è stato un traduttore, scrittore, storico, giornalista ed editore italiano.

## Biografia
Scrisse per il quotidiano La Stampa negli anni trenta e quaranta e collaborò alla rivista La Fiera Letteraria; nel corso della sua vita tradusse dal francese, dall'inglese, dallo spagnolo, dall'armeno e dal danese. Autore della prima traduzione del libro Il grande Gatsby di Francis Scott Fitzgerald, lavorò prevalentemente per Mondadori, per cui curò diversi volumi della collana "Il Giallo" e scrisse di storia della Francia, in special modo del periodo post-Rivoluzione e napoleonico. Fu anche direttore della casa editrice Alpes, con sede a Milano, e nel medesimo periodo sodale dell'intellettuale armeno esule in Puglia, Hrand Nazariantz.
Morì a Milano e venne sepolto al locale Cimitero Maggiore, ove in seguito i resti vengono tumulati in una celletta.

## Opere

### Curatele
- Antologia dei poeti catalani contemporanei 1845-1925, Torino, Edizioni del Baretti, 1926
- Sisifo Procuste & C. Miti e moralità moderni, Torino, Buratti, 1930
- Decadenza dell'eleganza: dialogo morale, seguito da un parallelo tra Brummell e d'Orsay, Edizioni del bibliofilo, 1930
- I processi di Luigi XVI e di Maria Antonietta (1793), Milano, Mondadori, 1932
- Varennes: la fuga di Luigi XVI (1791), Milano, Mondadori, 1932
- Il tragico destino di Don Carlos (1545-1568), Milano, Mondadori, 1933
- Lettere d'amore di Napoleone a Maria Luisa (1810-1814), Milano, Mondadori, 1935 (con Charles de La Roncière)
- Lo strano caso del cavaliere d'Eon (1728-1810), Milano, Mondadori, 1935
- Italiani in Africa Orientale: pagine di pionieri, Milano, Istituto per gli studi di politica internazionale, 1936
- (con Georgij Pevsner), La doppia vita di Evno Azev (1869-1918), Milano, Mondadori, 1936
- L'"affare" D'Enghien e la congiura realista dell'anno XII (1799-1804), Milano, Mondadori, 1939
- Il diavolo in amore, di Pierre Cazotte - versione e introduzione di Cesare Giardini. Milano, Bompiani, 1939.
- La rivoluzione del 1789, Milano, Mondadori, 1940-1942 (2 voll.; con Philippe Sagnac e Jean Robiquet)
- Gordon e il dramma di Khartum (1884-1885), Milano, Mondadori, 1940 (con Jacques Delebecque)
- La fina di Luigi XVI e di Maria Antonietta, Milano, Mondadori, 1943
- Pettegolezzi di Clio, Milano, Rizzoli, 1944
- Memorie del cardinale di Retz: 1613-1679, Milano, Bompiani, 1946
- Il processo Pétain, Milano, Rizzoli, 1947
- Il libro del mare: storia, vita e leggenda, Torino, UTET, 1947
- Il "Quarantotto" a Lecco: documenti inediti, Milano, Grassi, 1948
- La Comune e la guerra del 1870-71, Milano, Mondadori, 1956 (con Georges Bourgin e Max Terrier)
- Il risorgimento italiano (1796-1861), Milano, Mondadori, 1958
- Il carro di Tespi: commedie celebri di tutti i tempi, Torino, UTET, 1959
- Ivanhoe, romanzo di Walter Scott, Torino, UTET, 1960
- I più celebri drammi moderni: storie di re e di guerrieri, Torino, UTET, 1960
- I racconti di Molière, Torino, UTET, 1960
- Riccardo cuor di leone: romanzo di Walter Scott, Torino, UTET, 1960
- I racconti di papà Goldoni: commedie di Carlo Goldoni, Torino, UTET, 1960
- Colombo, Milano, Mondadori, 1966
- I grandi avventurieri, Milano, De Vecchi, 1966
- Victor Hugo, Milano, Mondadori, 1967
- Richelieu, Milano, Mondadori, 1967
- The life and times of Columbus, Londra, Hamlyn, 1967
- La vita e il tempo di Carlo V, Milano, Mondadori, 1970
- La vita e il tempo di Richelieu, Milano, Mondadori, 1970

### Narrativa
- L'Argante, ovvero Dei luoghi di perdizione: dialoghi due sui libri, Milano, Edizioni Alpes, 1928
- (con Franco Casavola), Uriele, o L'angelo malato, Milano, Edizioni Alpes, 1928
- Uriele e i racconti magici, con illustrazioni di Salvatore Fiume, Milano, Bianchi-Giovini, 1945

### Teatro
- Realtà dei burattini, Milano, Edizioni Alpes, 1925
- Arlecchinate, Milano, Edizioni Alpes, 1926
- Le avventure di Arlecchino servo sciocco con Battifiacca e Cordalenta emeriti bricconi alla ricerca del cavallo Pegàseo, disegni e illustrazioni di Filiberto Mateldi, Milano, Ceschina, 1934

### Traduzioni
- Hrand Nazariantz, Tre poemi, Milano, Edizioni Alpes, 1924
- Enric Prat de la Riba, La nazionalità catalana, Milano, Edizioni Alpes, 1924
- Rudolph Stratz, Il terrore nel castello, Milano, Mondadori, 1931
- Maurice Renard, La vipera, Milano, Mondadori, 1931
- Henry Wade, Morte di un banchiere, Milano, Mondadori, 1932
- Earl Derr Biggers, Sangue sul grattacielo, Milano, Mondadori, 1932
- R. A. J. Walling, Sei a tavola, Milano, Mondadori, 1932
- Edmund Clerihew Bentley, La vedova del miliardario, Milano, Mondadori, 1932
- Antoine de Saint-Exupéry, Volo di notte-Corriere del sud, Milano, Mondadori, 1932
- Edgar Wallace, La dimora segreta, Milano, Mondadori, 1933
- Claude Aveline, La doppia morte dell'ispettore Belot, Milano, Mondadori, 1933
- Edgar Wallace, Un dramma in riviera, Milano, Mondadori, 1933
- George Bernard Shaw, Il nodo impossibile, Milano, Mondadori, 1933
- André Gide, I sotterranei del Vaticano, Milano, Mondadori, 1933
- Joris Karl Huysmans, Guai ai soli, Milano, Mondadori, 1931
- Joris Karl Huysmans, Le sorelle Vatard, Milano, Mondadori, 1934
- Jean Albert; Maurice Renard, La torre di re Giovanni, Milano, Mondadori, 1934
- Pierre Véry, Le vipere di cristallo, Milano, Mondadori, 1934
- Hrand Nazariantz, O sonno, sonno, nostra ultima festa dal Paradiso delle Ombre di Hrand Nazariantz, Bologna, Bongiovanni, 1935
- Henry Daguerches, Il chilometro 83, Milano, Mondadori, 1935
- Ellery Queen, Cinquemila hanno visto, Milano, Mondadori, 1935
- Thomas Sigismund Stribling, Fombombo, Milano, Mondadori, 1935
- Edgar Wallace, Il laccio rosso, Milano, Mondadori, 1935
- Herman Melville, Il mostro bianco, Milano, Mondadori, 1935
- Ellery Queen, L'affare Kalkis, Milano, Mondadori, 1936
- Francis Scott Fitzgerald, Gatsby il magnifico, Milano, Mondadori, 1936
- Ellery Queen, Il mistero delle croci egizie, Milano, Mondadori, 1936
- Vicki Baum, Il nano Ulle, Milano, Mondadori, 1936
- Mignon Good Eberhart, Nella nebbia, Milano, Mondadori, 1936
- Margery Allingham, La polizia in casa, Milano, Mondadori, 1936
- Joaquín Arrarás, Il generalissimo Franco, Milano, Bompiani, 1937
- Rufus King, L'agguato, Milano, Mondadori, 1937
- Patrick Quentin, Dramma universitario, Milano, Mondadori, 1937
- Louis Madelin, Napoleone, Milano, Mondadori, 1937
- Rufus King, La prova in fondo al mare, Milano, Mondadori, 1937
- Ellery Queen, Sorpresa a mezzogiorno, Milano, Mondadori, 1937
- André Siegfried, Il Canadà potenza internazionale, Milano, Istituto per gli studi di politica internazionale, 1937
- Maurice Paléologue, Alessandro I: il romantico antagonista di Napoleone (1800-1825), Milano, Mondadori, 1938
- Ellery Queen, Il caso dei fratelli siamesi, Milano, Mondadori, 1938
- Ève Curie, Vita della signora Curie, Milano, Mondadori, 1938
- Anatole de Monzie, La pace, la guerra e la sconfitta: agosto 1938-settembre 1940, Milano, Mondadori, 1941
- Daniel-Rops, La spada di fuoco, Milano, Mondadori, 1941
- Giulia Danzas, L'imperatrice tragica e il suo tempo: Alessandra Fiodorovna imperatrice di Russia, Milano, Mondadori, 1942
- Jean Héritier, Caterina de' Medici, Milano, Mondadori, 1944
- Pedro de Ribadeneira, Vita di sant'Ignazio di Loyola (1491-1556), Milano, Bompiani, 1947 (anche curatela)
- I racconti di Andersen, Milano, Principato, 1953
- Gérard de Nerval, Le figlie del fuoco; Aurelia; La mano stregata, Milano, Rizzoli, 1954
- Fëdor Dostoevskij, Umiliati e offesi, Milano, Mondadori, 1957 (con Ossip Felyne e L. Neanova)
- Ramón Muntaner, La spedizione dei Catalani in Oriente, Milano, Feltrinelli, 1958
- Jacques Le Goff, Genio del Medio Evo, Milano, Mondadori, 1959
- Stendhal, Cronache italiane e altri racconti d'Italia, Milano, Rizzoli, 1959
- Robert Louis Stevenson, La freccia nera, Torino, UTET, 1959
- Dominique Aubier; Manuel Tuñón de Lara, Spagna, Milano, Mondadori, 1960
- Franz Villier, Portogallo, Milano, Mondadori, 1961
- Serge Sauneron, I preti dell'antico Egitto, Milano, Mondadori, 1961
- Stendhal, Luciano Leuwen, Milano, Mondadori, 1963
- Aldous Huxley, Giallo cromo, Milano, Mondadori, 1972
- Claude Aveline, L'occhio di gatto, Milano, Mondadori, 1974 (con Sarah Cantoni ed Enzo De Michele)
- Jacques Le Goff, Gli intellettuali nel Medioevo, Milano, Mondadori, 1979
- Claude Aveline, La doppia morte dell'ispettore Belot, Milano, Mondadori, 1982